# 東格拉斯哥 (英國國會選區)
東格拉斯哥（英語：Glasgow East），英國國會一自治市選區，位於蘇格蘭格拉斯哥市中心以東。選區創設於2005年。
本選區除2008年補選由蘇格蘭民族黨勝出外，當區議員皆屬工黨。2010年大選中瑪格利特·庫倫以61.6%選票當選連任。直至2015年起由蘇格蘭民族黨人當選。